# Aleuron
Aleuron é um gênero de mariposa pertencente à família Sphingidae.

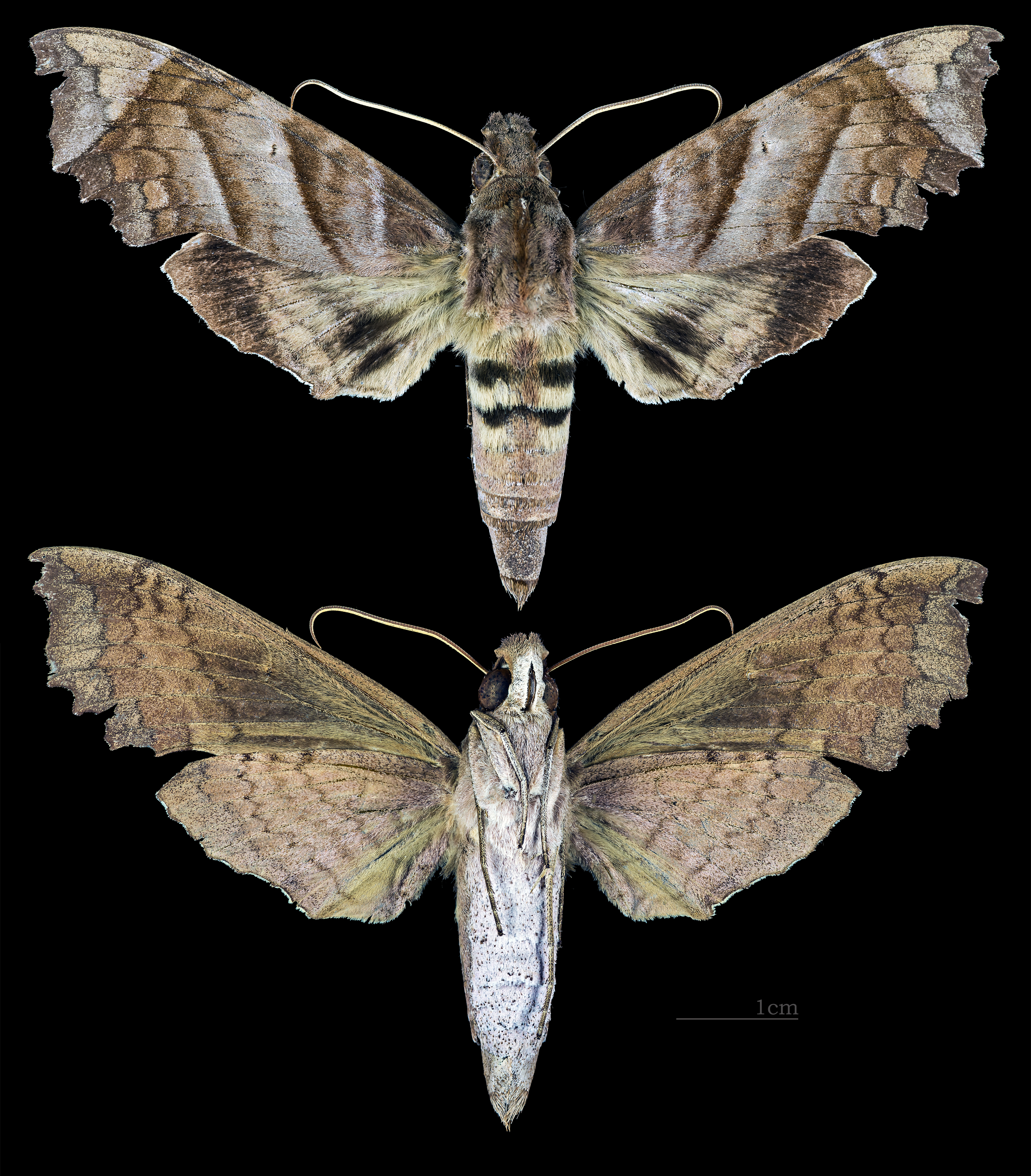
Aleuron carinata
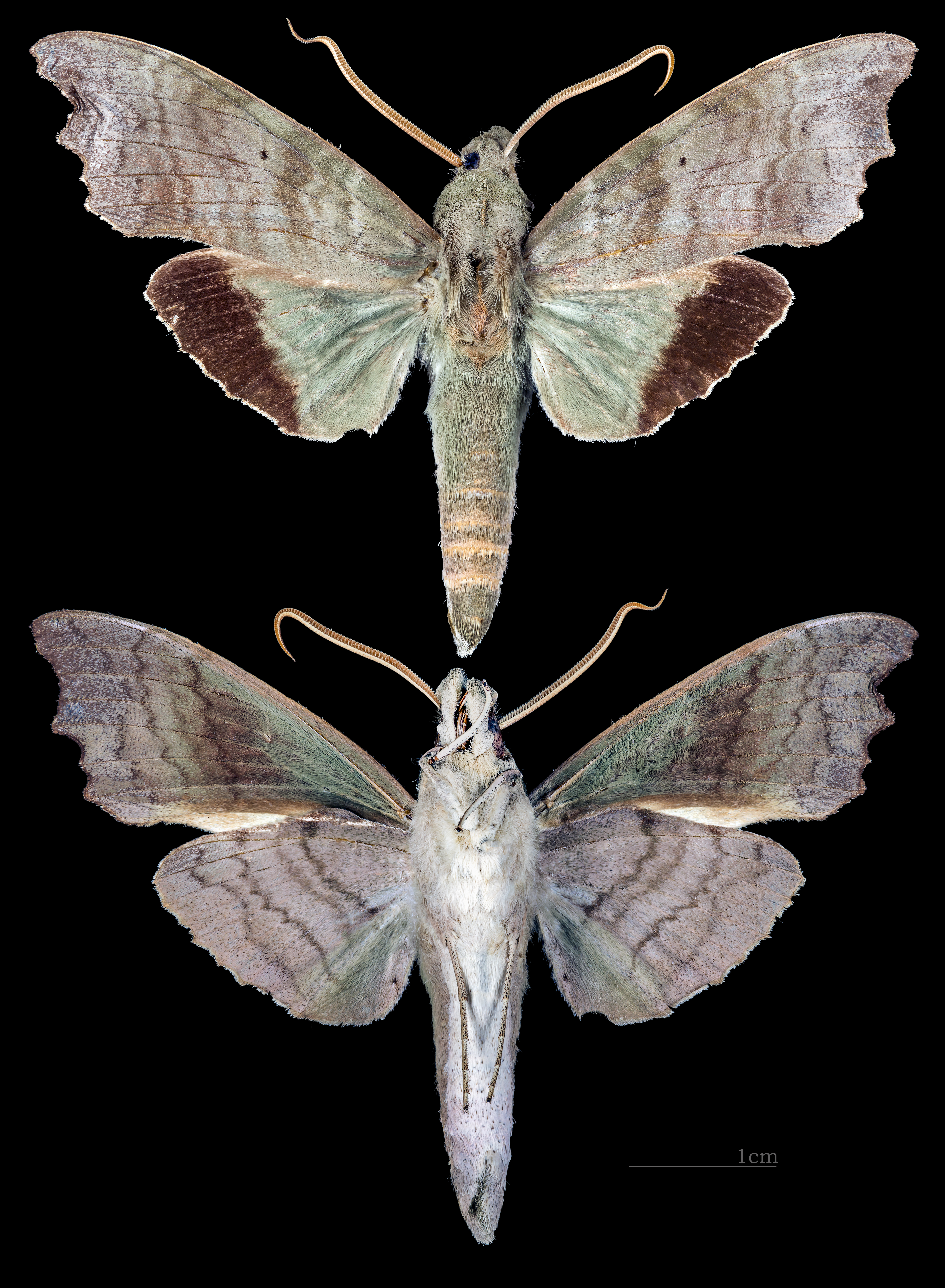
Aleuron chloroptera
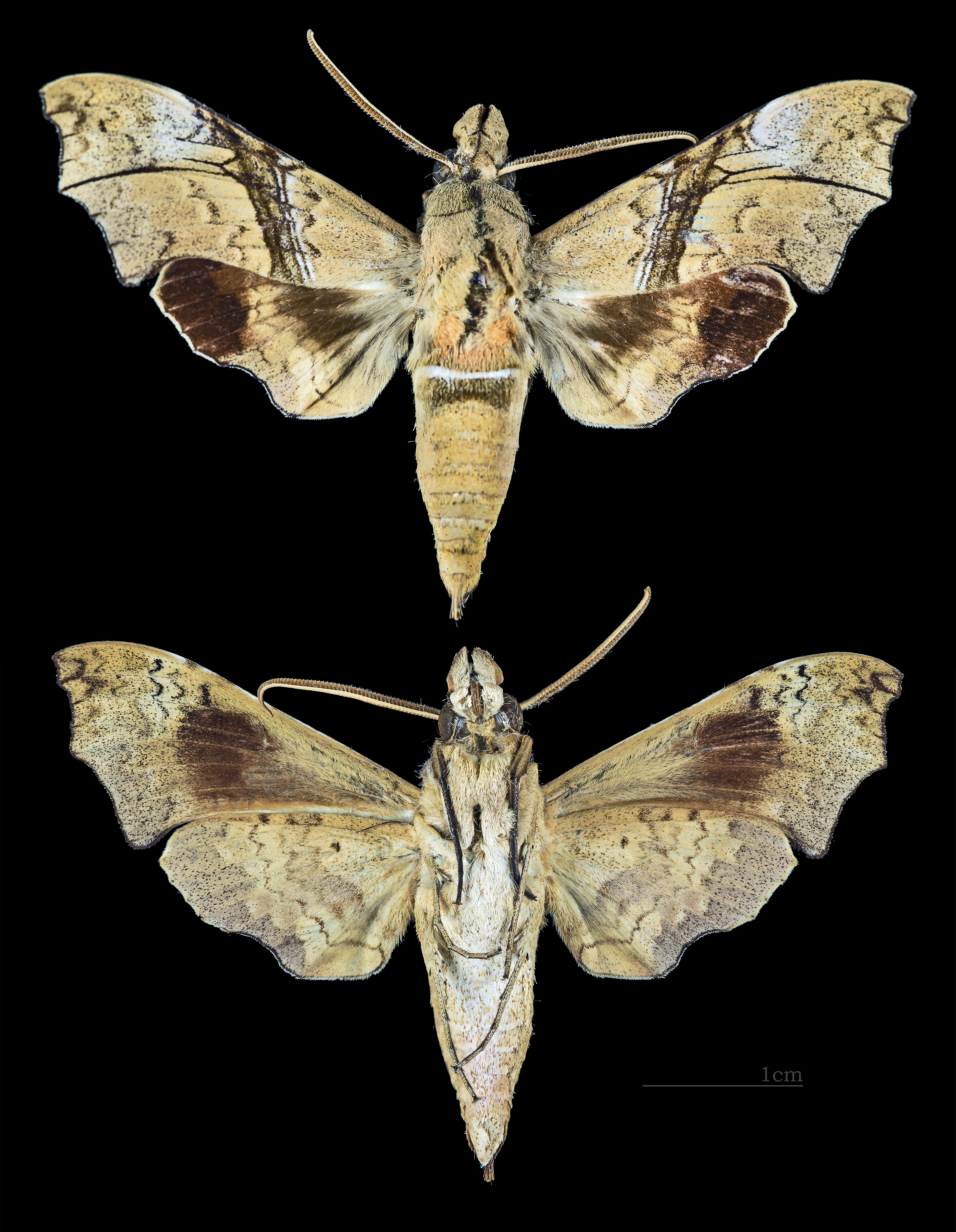
Aleuron iphis
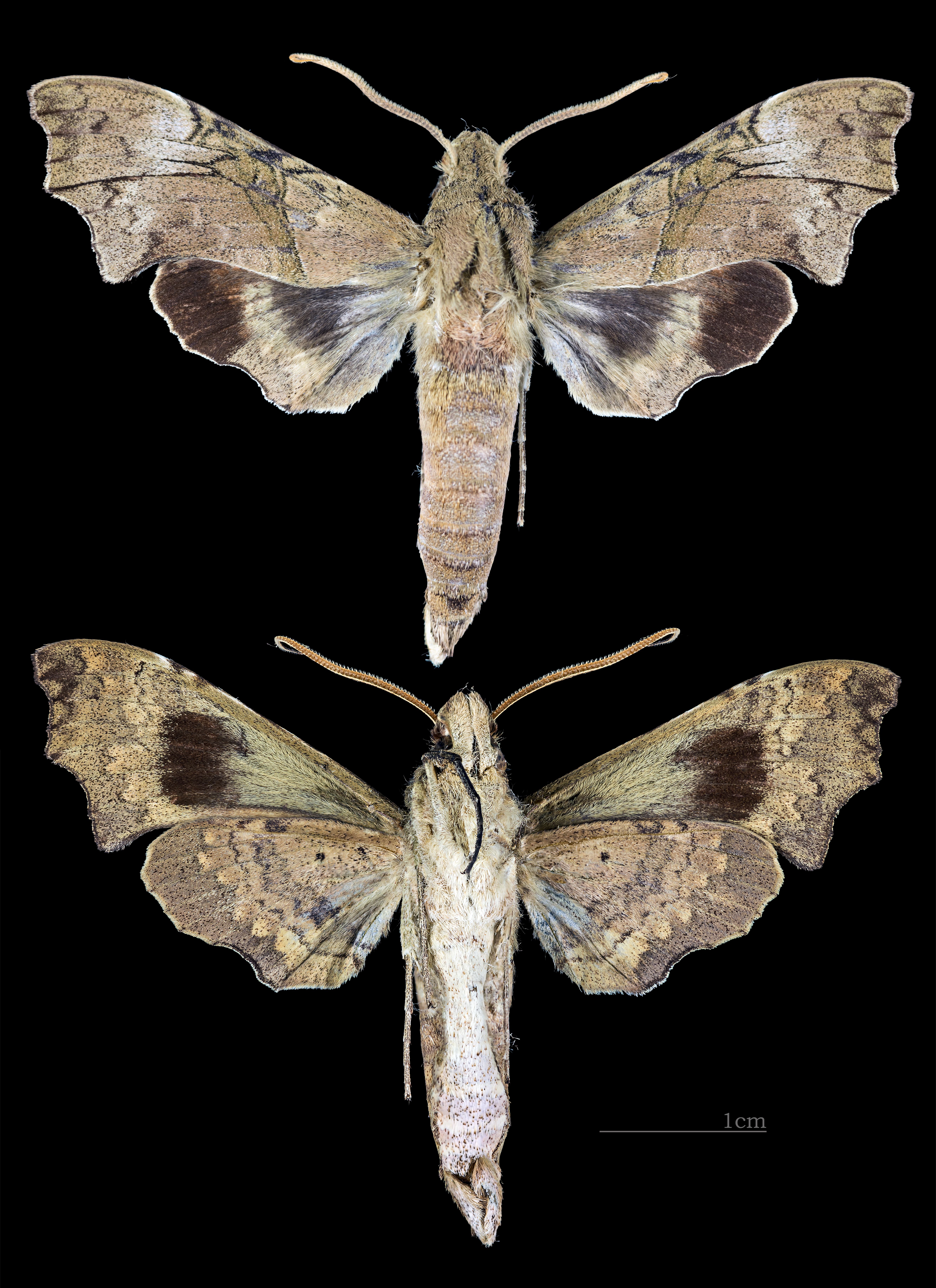
Aleuron neglectum